# Aldo Bergonzoni
Aldo Bergonzoni (Mantova, 1899 – Padova, 1976) è stato un pittore e scultore italiano.
Frequentò la scuola d'arte di Vindizio Nodari Pesenti. Nel 1921 a Milano conobbe e diventò amico di Angelo Del Bon e di Umberto Lilloni, esponenti della corrente artistica del Chiarismo lombardo.

## Mostre
- Il paesaggio dell'alto mantovano, Mantova, 2012.[1]